# Berliner Theatertreffen 1964 bis 1969
Sämtliche zum Berliner Theatertreffen eingeladenen Inszenierungen von 1964 bis 1969:

## 1. Theatertreffen 1964
- Schiller Theater Berlin – Peter Weiss – Marat/Sade – Regie: Konrad Swinarski
- Schiller Theater Berlin (Schloßpark-Theater) – Edward Albee – Wer hat Angst vor Virginia Woolf? – Regie: Boleslaw Barlog
- Theater der Freien Hansestadt Bremen – Brendan Behan – Der Spaßvogel – Regie: Peter Zadek
- Landestheater Darmstadt – Konrad Wünsche – Der Unbelehrbare – Regie: Gerhard F. Hering
- Düsseldorfer Schauspielhaus – Eugène Ionesco – Der König stirbt – Regie: Karlheinz Stroux
- Deutsches Schauspielhaus Hamburg – Hugh Leonard – Stephen Daedalus – Regie: Hans Schweikart
- Münchner Kammerspiele – Roger Vitrac – Victor oder Die Kinder an der Macht – Regie: Jean Anouilh und Roland Piétri
- Staatstheater Stuttgart – Carl Sternheim – Der Snob – Regie: Rudolf Noelte
- Burgtheater Wien – Georg Büchner – Woyzeck – Regie: Erich Neuberg
- Schauspielhaus Zürich – Ödön von Horváth – Geschichten aus dem Wiener Wald – Regie: Michael Kehlmann

## 2. Theatertreffen 1965
- Renaissance-Theater Berlin – Carl Sternheim – Der Snob – Regie: Rudolf Noelte
- Schiller Theater Berlin – Samuel Beckett – Warten auf Godot – Regie: Deryk Mendel
- Schiller Theater Berlin – Wladimir Majakowski – Die Wanze – Regie: Konrad Swinarski
- Schauspielhaus Bochum – Frank Wedekind – Musik – Regie: Hans-Joachim Heyse
- Landestheater Darmstadt – Federico García Lorca – Dona Rosita oder Die Sprache der Blumen – Regie: Hans Bauer
- Städtische Bühnen Frankfurt am Main – William Shakespeare – Hamlet – Regie: Harry Buckwitz
- Münchner Kammerspiele – Bertolt Brecht – Herr Puntila und sein Knecht Matti – Regie: August Everding
- Staatstheater Stuttgart – Anton P. Tschechow – Drei Schwestern – Regie: Rudolf Noelte
- Staatstheater Stuttgart – Martin Walser – Der schwarze Schwan – Regie: Peter Palitzsch
- Theater in der Josefstadt Wien – Ödön von Horváth – Kasimir und Karoline – Regie: Otto Schenk
- Hessisches Staatstheater Wiesbaden – Peter Weiss –  Marat/Sade  – Regie: Hansgünther Heyme

## 3. Theatertreffen 1966
- Schiller Theater Berlin (Schloßpark-Theater) – Harold Pinter – Die Heimkehr – Regie: Hans Schweikart
- Berliner Ensemble – William Shakespeare und Bertolt Brecht – Die Tragödie des Coriolan – Regie: Manfred Wekwerth und Joachim Tenschert
- Deutsches Theater Berlin – Jewgeni Schwarz – Der Drache – Regie: Benno Besson
- Schauspielhaus Bochum – William Shakespeare – Dreikönigsabend oder Was ihr wollt – Regie: Hans Schalla
- Theater Bremen – Frank Wedekind – Frühlings Erwachen – Regie: Peter Zadek
- Düsseldorfer Schauspielhaus – Sławomir Mrożek – Tango – Regie: Erwin Axer
- Deutsches Schauspielhaus Hamburg – Edward Albee – Winzige Alice – Regie: Heinrich Koch
- Burgtheater Wien – Arthur Schnitzler – Professor Bernhardi – Regie: Kurt Meisel

## 4. Theatertreffen 1967
- Schiller Theater Berlin (Schloßpark-Theater) – Molière – Der Menschenfeind – Regie: Hans Schweikart
- Schiller Theater Berlin (Schloßpark-Theater) – Roger Vitrac – Victor oder Die Kinder an der Macht – Regie: Hansjörg Utzerath
- Städtische Bühnen Frankfurt am Main – John Osborne – Blick zurück im Zorn – Regie: Hans Bauer
- Schauspiel Köln – Carlo Terron – Celestina – Regie: Karl Paryla
- Bayerisches Staatsschauspiel München – Eugène Ionesco – Die Stühle – Regie: Hans Lietzau
- Münchner Kammerspiele – Ödön von Horváth – Geschichten aus dem Wiener Wald – Regie: Otto Schenk
- Städtische Bühnen Münster – Thomas S. Eliot – Sweeney Agonistes Sweeney's Kampf – Regie: Alfred Erich Sistig
- Städtische Bühnen Oberhausen – Peter Handke – Selbstbezichtigung / Weissagung – Regie: Günther Büch
- Staatstheater Stuttgart – William Shakespeare – Heinrich IV. – Regie: Peter Palitzsch
- Staatstheater Stuttgart – William Shakespeare – Heinrich VI. – Regie: Peter Palitzsch
- Wuppertaler Bühnen – Else Lasker-Schüler – Die Wupper – Regie: Hans Bauer
- Schauspielhaus Zürich – Friedrich Dürrenmatt – Der Meteor – Regie: Leopold Lindtberg

## 5. Theatertreffen 1968
- Schiller Theater Berlin – Georg Büchner – Dantons Tod – Regie: Liviu Ciulei
- Schiller Theater Berlin (Werkstatt) – Samuel Beckett – Endspiel – Regie: Samuel Beckett (mit Ernst Schröder)
- Berliner Ensemble – Bertolt Brecht – Der Brotladen – Regie: Manfred Karge und Matthias Langhoff
- Theater Bremen – William Shakespeare – Maß für Maß – Regie: Peter Zadek
- Städtische Bühnen Essen – Jean Genet – Die Wände – Regie: Roger Blin
- Deutsches Schauspielhaus Hamburg – August Strindberg – Der Vater – Regie: Fritz Kortner
- Münchner Kammerspiele – Edward Bond – Gerettet – Regie: Peter Stein
- Münchner Kammerspiele – Bertolt Brecht – Im Dickicht der Städte – Regie: Peter Stein
- Staatstheater Stuttgart – Ödön von Horváth – Italienische Nacht – Regie: Hans Hollmann
- Staatstheater Stuttgart – Isaak Babel – Marija – Regie: Peter Palitzsch
- Wuppertaler Bühnen – Sean O’Casey – Der Pott – Regie: Peter Zadek
- Wuppertaler Bühnen – Peter Hacks – Moritz Tassow – Regie Günter Ballhausen und Arno Wüstenhöfer

## 6. Theatertreffen 1969
- Basler Theater – Ödön von Horváth – Kasimir und Karoline – Regie: Hans Hollmann
- Deutsches Theater Berlin – Johann Wolfgang von Goethe – Faust. Der Tragödie erster Teil – Regie: Adolf Dresen und Wolfgang Heinz
- Theater am Turm Frankfurt am Main – Peter Handke – Das Mündel will Vormund sein – Regie: Claus Peymann
- Theater am Turm Frankfurt am Main – Peter Handke – Kaspar – Regie: Claus Peymann
- Städtische Bühnen Heidelberg – Peter Terson – Zicke-Zacke – Regie: Hans Neuenfels
- Staatstheater Kassel – Sophokles – Antigone – Regie: Kai Braak
- Staatstheater Kassel – Sophokles – Antigone (Deutsch von Friedrich Hölderlin) – Regie: Ulrich Brecht
- Bayerisches Staatsschauspiel München – Friedrich Schiller – Die Räuber – Regie: Hans Lietzau
- Bayerisches Staatsschauspiel München – Heiner Müller – Philoktet – Regie: Hans Lietzau
- Staatstheater Stuttgart – Tankred Dorst – Toller – Regie: Peter Palitzsch
- Wuppertaler Bühnen – Else Lasker-Schüler – Arthur Aronymus und seine Väter – Regie: Hans Bauer